# Калетник (Лодзинське воєводство)
Калетник (пол. Kaletnik) — село в Польщі, у гміні Колюшки Лодзький-Східного повіту Лодзинського воєводства.
Населення — 524 особи (2011).
У 1975-1998 роках село належало до Пйотрковського воєводства.

## Демографія
Демографічна структура станом на 31 березня 2011 року:
|          | Загалом | Допрацездатний вік | Працездатний вік | Постпрацездатний вік |
| -------- | ------- | ------------------ | ---------------- | -------------------- |
| Чоловіки | 264     | 39                 | 184              | 41                   |
| Жінки    | 260     | 31                 | 153              | 76                   |
| Разом    | 524     | 70                 | 337              | 117                  |